# Segunda quantização
A segunda quantização, também conhecida como representação do número de ocupação, é um formalismo usado para descrever e analisar sistemas quânticos de muitos corpos. Em teoria quântica de campos, tal procedimento também é conhecido como quantização canônica, na qual os campos (tipicamente como as funções de onda da matéria) são considerados como operadores de campo, de forma semelhante à maneira como as quantidades físicas (posição, momento, etc.) são tratadas como operadores na primeira quantização. As ideias centrais desse método foram introduzidas em 1927 por Paul Dirac, e mais tarde desenvolvidas, notadamente, por Pascual Jordan e Vladimir Fock.
Nessa abordagem, os estados quânticos de muitos corpos são representados na base do estado de Fock, que são construídos preenchendo cada estado de partícula única com um certo número de partículas idênticas. O formalismo de segunda quantização introduz os operadores de criação e aniquilação para construir e lidar com os estados de Fock, fornecendo ferramentas úteis para o estudo da teoria quântica de muitos corpos.